# Канун (Албания)
Канун (алб. kanun) — свод албанских племенных правовых обычаев, первоначально передававшийся в устной форме старейшинами племён. Успех в сохранении их исключительно с помощью устной системы подчеркивает их универсальную устойчивость и свидетельствует об их вероятном древнем происхождении. Албанский канун считается литературным памятником, представляющим интерес для проведения исследований индоевропейской культуры и отражающим многие юридические практики глубокой древности.  
В XV веке был создан Канун Леки Дукаджини (Kanuni i Lekë Dukagjinit) — обобщение существующих в Албании правовых обычаев. Постепенно сформировались следующие позднейшие кануны:
- Старый канун (Kanun i vjetër);
- Канун Мирдиты (Kanuni i Mirditës);
- Канун Пуки (Kanuni i Pukës);
- Канун Черменики (Kanuni i Çermenikës);
- Канун папы Юлия (Kanuni i Papa Zhulit);
- Канун Лаберии (Kanuni i Labërisë);
- Канун Скандербега (Kanuni i Skënderbeut), также известный как Канун Арберии (Kanuni i Arbërisë).

Кануны были распространены на территориях со значительной долей албанского населения (как мусульманского, так и христианского) вплоть до XX века. Наибольшее сходство с Кануном Леки Дукаджини сохранил Канун Скандербега.

## Этимология
Термин «канун» восходит к греческому κανών (правило, ср. русское «канон»), которое через арабский и турецкий языки было заимствовано албанским.
Кроме слова «канун», в том же значении использовались другие слова: тюркизмы (usull, itifak, adet, sharte), славянизмы (zakon)  и исконно албанские (rrugë или udhë — путь; doke — нравы).

## История
Некоторые авторы считают, что кануны восходят к обычаям иллирийских племён, другие предполагают, что это общеиндоевропейское явление. 
В XV веке князь Лека Дукаджини обобщил и закрепил существующие обычаи. Кануны бытовали в устной форме вплоть до того, как Штефан Гечови записал и в 1913 году частично опубликовал Канун Леки Дукаджини. Полностью опубликован он был только в 1933 году, уже после смерти Гечови. В 1989 году появилось двуязычное англо-албанское издание.

## Содержание
Основными принципами кануна были честь (nderi), гостеприимство (mikpritja), правильное поведение (sjellja) и верность роду (fis). 
Канун Леки Дукаджини состоял из 12 глав:
1. Церковь
2. Семья
3. Брак
4. Дом, скот и собственность
5. Работа
6. Передача собственности
7. Слово
8. Честь
9. Убытки
10. Закон о преступлениях
11. Канун о пожилых
12. Привилегии и исключения.